# Bizanet
Bizanet település Franciaországban, Aude megyében. Lakosainak száma 1749 fő (2022. január 1.). Bizanet Boutenac, Montredon-des-Corbières, Narbonne, Névian, Ornaisons és Saint-André-de-Roquelongue községekkel határos.

## Népesség
A település népességének változása:
| Lakosok száma | 1169 | 1013 | 1039 | 1233 | 1514 | 1594 | 1685 | 1746 | 1754 | 1749 |
|               | 1968 | 1982 | 1990 | 2006 | 2013 | 2015 | 2017 | 2019 | 2020 | 2022 |